# Andrena comptaeformis
Andrena comptaeformis är en biart som beskrevs av Gusenleitner och Schwarz 2000. Andrena comptaeformis ingår i släktet sandbin, och familjen grävbin. Inga underarter finns listade i Catalogue of Life.